# جستين كوك
جستين كوك (بالإنجليزية: Justin Cook)‏ (Justin Cook) (اسمه الكامل جستين رايان كوك (Justin Ryan Cook)) هو مؤدي أصوات أمريكي ولد في 4 أبريل 1982 في تكساس.

## أدواره في الأنمي

### مسلسلات أنمي تلفزيونية
- يو يو هاكوشو - يوسكي أوراميشي
- فروتس باسكت - هاتسوهارو سوما
- خيميائي الفولاذ - راسل ترينغهام
- خيميائي الفولاذ FULLMETAL ALCHEMIST - نيل
- ون بيس - بيلامي الضبع، يوستاس كيد
- باسيليسك - ياشامارو
- ترينيتي بلاد - ديتريخ
- دراغون بول Z - راديتز
- دراغون بول كاي - راديتز
- أوكيكو فوريكابوتيه - هيرويوكي أودا
- المحقق كونان - يايبا المقنع
- بلاك كات - بالدورياس إس. فالغيني
- فتى الرمال - أكيو كاواغُتشي
- دي جرايمان - ديشا باري
- فايري تايل - توتومارو
- شاكوغان نو شانا II - ماركوشياس
- شاكوغان نو شانا III(Final) - ماركوشياس
- سبيد غرافر - ياشيرو
- أوكامي-سان ورفاقها السبعة - سارواتاري
- أويدو روكيت - ركبة
- دانغانرونبا ذي أنيميشن - ليون كواتا
- عروس سيتو - داينامايت غينجي
- هجوم العمالقة - يورغن

### أفلام أنمي
- سلسلة أفلام إعادة بناء إيفانجيليون
  - إيفانجيليون: 1.0 أنت (غير) وحيد - توجي سوزوهارا
  - إيفانجيليون: 2.0 أنت (لا) تستطيع التقدم - توجي سوزوهارا
- شاكوغان نو شانا - ماركوشياس
- دراغون بول Z: معركة الخوارق - ديندي

## أدواره في ألعاب الفيديو
- دراغون بول Z فور كنيكت - راديتز

## وصلات خارجية
- جستين كوك على موقع IMDb (الإنجليزية)
- جستين كوك على موقع قاعدة بيانات الفيلم (الإنجليزية)
- جستين كوك على موقع ANN person (الإنجليزية)